# De Temps Antan
De Temps Antan est un trio de musique traditionnelle québécois formé en 2003 . Le trio est actuellement composé d'Éric Beaudry (guitare, bouzouki, voix), Pierre-Luc Dupuis (accordéon, harmonica, voix) et David Boulanger (violon) .

## Historique
Les membres originaux du groupe étaient tous d'anciens musiciens de La Bottine Souriante . Éric Beaudry avait également fondé le groupe La Galvaude au début des années 90 . André Brunet faisait initialement partie du trio au violon avant d'être remplacé par David Boulanger .
Originaires de la région de Lanaudière au Québec , leur style musical mêle le répertoire traditionnel québécois à des compositions originales, avec des influences de rock, jazz et musiques du monde.

### Carrière et performances
De temps antan se produit régulièrement en tournée au Québec, au Canada et à l'international, notamment aux États-Unis et en Europe .
En janvier 2020, le groupe s'est produit au prestigieux Carnegie Hall de New York, ainsi qu'au Glasgow Royal Concert Hall dans le cadre du festival Celtic Connections ,.

#### Collaboration avec Le Vent du Nord
En 2008, De Temps Antan a participé à l'enregistrement de l'album "Mesdames et Messieurs!" du groupe Le Vent du Nord . Cette collaboration a fait naître chez les musiciens un désir de pousser plus loin leur association.
En 2016, De temps antan a collaboré avec Le Vent du Nord pour une tournée commune intitulée "Solo"  Cette collaboration a réuni les sept musiciens des deux groupes sur scène, interprétant leurs répertoires respectifs, des classiques et dix nouvelles chansons créées spécialement pour l'occasion . La tournée, mise en scène par Michel Faubert, a été présentée au Québec et était prévue pour s'étendre à l'Ouest canadien, l'Europe et les États-Unis .

### Engagement dans la préservation du patrimoine musical
En plus de leur carrière musicale, les membres du groupe sont impliqués dans la transmission et la préservation du patrimoine musical québécois. Éric Beaudry enseigne la guitare au programme de musique traditionnelle du cégep de Joliette depuis 2002 .

## Formation

### Membres
De Temps Antan est composé de:
- Éric Beaudry (voix, guitare, bouzouki irlandais, Mandoline, podorythmie)
- Pierre-Luc Dupuis (voix, harmonica, accordéon diatonique, guimbarde, podorythmie).
- David Boulanger (voix, violon, basse, podorythmie)

### Anciens Membres
- André Brunet (voix, violon, guitare, podorythmie)

## Distinctions
- Gala de l'ADISQ 2011, nomination pour le Félix Album de l'année - traditionnel (Les habits de papier)[10]
- Gala de l'ADISQ 2014, prix Félix, Album de l'année - traditionnel (Ce monde ici-bas)[11]
- Gala de l'ADISQ 2018, prix Félix, Album de l'année - traditionnel (Consolez-vous)[12]
- Gala des Prix Opus 2018, prix Opus, Concert de l'année 2016-2017 - musique du monde pour Solo avec Le Vent du Nord[13]
- Gala de l'ADISQ 2019, prix Félix, Album de l'année - traditionnel (Notre album solo)[14]
- Gala des Prix Opus 2020, nomination pour le prix Opus, Album de l'année - Musique du monde et traditionnelle québécoise pour Notre album solo avec Le Vent du Nord[15]
- Gala de l'ADISQ 2022, nomination pour le Félix Album de l'année - traditionnel (Pesant)[16]